# Voetboog (schip, 1687)
De Voetboog is een fluit gebouwd in 1687 in Amsterdam. Het is een Nederlands VOC-schip dat in november 2009 is teruggevonden voor de kust van Brazilië.
Het schip zonk op 29 mei in het jaar 1700 voor de Braziliaanse kust bij Pernambuco met aan boord 109 bemanningsleden. Kapitein van het schip was Adriaan de Ruiter.
Het schip vervoerde voornamelijk specerijen, zijde en Chinees en Japans porselein. Ook was er grote lading gouden munten op het schip aanwezig.
Het is schip is teruggevonden door Hongaarse schatzoekers.
De inhoud van de lading is goed bewaard gebleven en zou volgens de onderzoekers op dit moment een waarde vertegenwoordigen van zo'n 670 miljoen euro.